# Armando de Sacadura Falcão
Armando de Sacadura Falcão (Miranda do Corvo, Miranda do Corvo, 19 de Maio de 1874 - Lisboa, 5 de Agosto de 1929) foi um médico português.

## Biografia
Filho de Arnaldo de Sacadura Freire Cabral e de sua mulher Maria Rita da Conceição Pereira Falcão.
Frequentou a antiga Escola Médico-Cirúrgica de Lisboa, onde concluiu a sua formatura como Doutor em Medicina e Cirurgia a 25 de Maio de 1906, defendendo Tese e apresentando, na mesma data, uma dissertação inaugural, intitulada Desvios da Coluna Vertebral nas Escolas, publicada em Lisboa, em 1906.
Especializou-se em Estomatologia em Paris, e, durante cerca de dois anos, foi Assistente do Professor Gabriel Legué, da Faculdade de Medicina da Universidade de Paris, e dos primeiros Médicos Portugueses que se dedicaram à mencionada especialidade.
Exerceu clínica em Lisboa durante largos anos, montou e dirigiu os serviços estomatológicos do Hospital de Miguel Bombarda, em Lourenço Marques, de 1922 a 1926, e foi Médico da Companhia Nacional dos Caminhos de Ferro.
Tomou parte em vários congressos científicos internacionais, nomeadamente nos de Medicina, de Paris, e fez diversas conferências.
Publicou diversos trabalhos de Estomatologia, entre os quais:
- Sobre Higiene da Boca dos Alunos do Liceu Camões, Separata da revista "Medicina Contemporânea", N.º ?, de ? de ? de 1911[5]
- Higiene Buco-Dentária nas Escolas, este último trabalho feito em colaboração com o Dr. Gastão Quartin Graça, Separata da revista "Medicina Contemporânea", N.º 4, de 26 de Janeiro de 1913[5]

Foi Sócio Titular da Sociedade das Ciências Médicas de Lisboa e Vice-Presidente da Sociedade Portuguesa de Estomatologia e da Associação dos Médicos Portugueses.
Casou em Sintra, Santa Maria e São Miguel, na Igreja de Santa Maria, a 28 de Setembro de 1928, com Ester da Conceição Fragoso da Lança (Lisboa, Santa Engrácia, 15 de Março de 1885 - Lisboa, 25 de Setembro de 1948), filha herdeira de Francisco Fragoso da Lança (Santiago do Cacém, Santiago do Cacém, 8 de Janeiro de 1858 - ?), Condutor de Obras Públicas, Proprietário e Agricultor de Angola, e de sua mulher Maria Emília da Conceição (Lisboa, Santa Engrácia, 13 de Outubro de 1863 - ?), da qual teve Armando Freire Cabral de Sacadura Falcão e Fernando Fragoso de Sacadura Falcão.